# Непейвода, Евгений Иванович
Евгений Иванович Непейвода (род. 15 сентября 1989, Ростов-на-Дону) — российский регбист, играювший на позиции крайнего трехчетвертного (вингера).

## Биография

### Карьера игрока
В начале своей карьеры специализировался на регби-7. Стал чемпионом России-2015 года. В 2016 году руководством «Кубани» было принято решение о создании команды по регби-15, в состав которой включили и Евгения. В конце сезона 2016 и 2017 Евгений на правах аренды усилил «Енисей-СТМ» перед Европейским кубком вызова. В матче против «Мольяно» признан игроком матча.

### Карьера в сборной
Стабильный игрок сборной по регби-7. В 2016 получил вызов в сборную по регби-15, однако в окончательную заявку на турнир не попал. В 2017 году дебютировал за сборную по классическому регби. Дебют состоялся в игре против Уругвая, выйдя на замену вместо Рамиля Гайсина. В 2017 году попал в состав сборной на Кубок наций в Гонконге. Стал победителем этого турнира. В матче с Кенией занес 2 попытки.